# Stephen Flemmi
Stephen Joseph Flemmi, soprannominato The Rifleman (Roxbury, 9 giugno 1935), è un mafioso statunitense.
Considerato uno dei più grandi criminali statunitensi, Flemmi era il braccio destro di James J. Bulger, capo della famigerata Winter Hill Gang, operante nella Boston meridionale. Cominciando nel 1965, Flemmi divenne uno dei primi criminali ricercati negli Stati Uniti.

## Primi anni
Flemmi nasce a Roxbury, nel Massachusetts, il 9 giugno del 1935, figlio di immigrati italiani. Il padre, Giovanni Flemmi, era un muratore che aveva servito nell'esercito italiano durante la prima guerra mondiale, mentre la madre, Maria Irene Flemmi, era una casalinga.
Stephen servì nell'esercito statunitense come paracadutista durante la Guerra di Corea. La stampa lo nominò in seguito "The Rifleman". Stephen e suo fratello Vincent Flemmi, cominciarono la carriera criminale conoscendo un malfattore portoghese-statunitense, Joseph Barboza, capo della Charlestown Mob. Barboza era anche un industriale venditore di cravatte che collaborava a sua volta con un'altra banda criminale di Somerville, Massachusetts.

## La guerra contro gli irlandesi
Nei primi anni sessanta, Flemmi partecipò ad una guerra tra bande, nelle strade di Boston; collaborò con la banda di James "Buddy" McLean, capo della Winter Hill Gang. Il malfattore traditore Bernard McLaughlin ordinò di installare una bomba sotto la macchina di McLean, ma l'esplosione non coinvolse McLean; fu letale, invece, per molte altre persone: si crede che l'esplosione causò la morte di più di 40 innocenti.
Dopo una serie di scontri, alcuni superstiti della Winter Hill Gang si convertirono con la cricca criminale di Barboza.
Nel 1965 Flemmi, durante gli anni di alleanza con Barboza, si fece arruolare segretamente nell'FBI, grazie all'agente Harold Rico, il quale riteneva che Flemmi avrebbe potuto dare all'agenzia informazioni preziose sulle bande di Boston. Flemmi, in realtà, ne approfittò per trovare membri importanti che, pur se da lui arrestati, avrebbe protetto fino alla loro scarcerazione.

## Jimmy Bulger
Nel 1967, James J. Bulger fu scarcerato dopo aver scontato una condanna di un anno e nove mesi per rapine in banca. Dopo aver lavorato alcuni anni come custode, si alleò con la cricca criminale Killeen Gang di Donald Killeen. Dopo che Killeen fu assassinato dallo stesso Bulger, questi entrò nella Winter Hill Gang, mediante la quale continuò il suo scontro personale con la Mullen Gang di Patrick Nee e Paul McGonagle. La Winter Hill Gang ebbe la meglio, intascando anche molti soldi per le strade; presto Bulger conobbe Flemmi, e diventarono alleati.
Flemmi continuava il suo doppio ruolo di agente e criminale, una posizione che presto fu ben inquadrata dall'agente John Connolly. Nel 1979, la Winter Hill Gang fu accusata di vari reati: gioco d'azzardo, minacce, ricatti, ecc. Flemmi e Bulger erano entrambi già ricercati e proprio grazie a Connolly, è stato possibile fermare definitivamente le varie truffe delle due bande; Bulger e Flemmi però riuscirono a sottrarsi dalle forze dell'ordine e si nascosero in una zona segreta di Boston.

## Altri delitti
Tra il 1964 ed il 1985, Flemmi assassinò tre persone nella stessa casa con l'aiuto di Bulger; le vittime furono Arthur Barrett nel 1980, il secondo fu John McIntyre nel 1983 e la terza fu Debbie Hussey anch'essa nel 1983.
I tre corpi furono gettati in un burrone, presso Dorchester, Massachusetts.

## Nei media
- Black Mass - L'ultimo gangster (Black Mass), regia di Scott Cooper (2015)

## La fine
Nel 1991, l'FBI riuscì a fermare finalmente la Winter Hill Gang e, nel 1995, Flemmi e Bulger furono arrestati. Presto però furono rilasciati dopo aver collaborato con l'FBI. Il rilascio fu molto discusso ed infatti alcuni magistrati protestarono per questa decisione dell'FBI.Nel 2003  Flemmi è stato condannato all’ergastolo per omicidio plurimo  che tuttora sconta in una località segreta sotto sorveglianza federale  mentre  Bulger è stato arrestato, insieme alla sua storica compagna, Catherine Greig, il 23 giugno 2011 a Santa Monica, dove sono finiti i suoi 17 anni di latitanza.